# 宫胁花纶
宫胁花纶（日语：／ Miyawaki Karin，1997年2月4日—）生于东京都，是一名日本女子击剑运动员，主攻花剑。她在5岁时受比她大5岁的姐姐之影响开始练习击剑。小学时便开始参加击剑比赛，四年级时获得过全国少年级别比赛冠军，五年级时首次参加国际比赛。2013年，她进入日本国家击剑队。2015年，她进入慶應義塾大學经济学部就读，2019年毕业后进入Mynavi公司。